# 明孝喆

写真

明 孝喆（ミョン・ヒョチョル、朝鮮語: 명효철、1937年6月15日 - 2010年2月11日）は、大韓民国の数学者、教授。
第4代高等科学院院長。

## 経歴
1937年6月15日に生まれた。
1996年10月1日、高等科学院の初代副委員長に任命された、
2007年6月22日、高等科学院院長に選任された。
2010年2月11日、74歳で死去した。